# Ја сам пробала све
Ја сам пробала све је седми албум певачице Гоге Секулић. Издат је 2011. године.